# مارتي فريدمان
مارتي فريدمان (12 يوليو 1889 بنيويورك في الولايات المتحدة - 1986) (بالإنجليزية: Marty Friedman) هو مدرب كرة سلة ولاعب كرة سلة أمريكي في مركز مدافع مسدد الهدف.